# Club Español de Madrid
L'Español Foot-Ball Club, meglio noto in italiano come Español di Madrid, per differenziarlo dall'Espanyol di Barcellona, fu una società calcistica spagnola. L'uniforme era bianca coi pantaloncini neri.

## Palmarès
Vinse due volte il Campeonato Regional Centro (1904, 1909) e fu finalista di Coppa di Spagna nel 1904, nel 1909 e nel 1910.

### Competizioni regionali
2 trofei
- Campeonato Regional Centro: 4

1903-1904, 1908-1909

### Altri piazzamenti

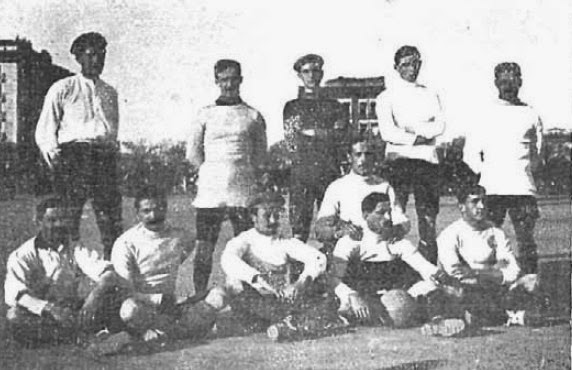
Foto del club nel 1909

- Coppa di Spagna: finalista

1904, 1909, 1910